# Jöri Mattli
Georg «Jöri» Mattli (* 18. Oktober 1954 in Arosa; † 26. August 1991 in Medergen) war ein Schweizer Eishockeyspieler, der zwischen 1970 und 1987 hauptsächlich für den EHC Arosa spielte.

## Karriere
Der in Arosa aufgewachsene Jöri Mattli durchlief seine Juniorenkarriere beim EHC Arosa. Den Übernamen «Pfeil von Arosa» verdankte er neben seiner Schnelligkeit vor allem seiner grossen schlittschuhläuferischen Klasse. 1970 spielte der Flügelstürmer erstmals in der ersten Mannschaft. In den folgenden Jahren wurde er immer mehr zu einer tragenden Stütze des Vereins, mit welchem er 1973 in die Nationalliga B und – nach einem zweijährigen Abstecher 1974–1976 zum EHC Kloten – 1977 in die Nationalliga A aufstieg.
Nun folgten Mattlis sportlich erfolgreichste Jahre: Als Sturmpartner der Gebrüder Markus und Guido Lindemann errang er mit dem EHC Arosa 1980 und 1982 den Meistertitel. Zudem wurde er mit dieser Mannschaft 1981 und 1984 Zweiter sowie 1985 Dritter der Schweizer Meisterschaft. Neben seinen Mitspielern Merlin Malinowski und Guido Lindemann war er einer der erfolgreichsten Eishockeyspieler jener Zeit in der Schweiz. Mattli bestritt ausserdem diverse Länderspiele und Weltmeisterschaften mit der Nationalmannschaft, deren Captain er zeitweise war.
Als 21-Jähriger bestritt er das olympische Eishockeyturnier 1976 in Innsbruck. An den B-Weltmeisterschaften 1978 in Belgrad erzielte Mattli 11 Tore und wurde als viertbester Skorer und bester linker Flügel ins All-Star-Team dieses Turniers gewählt. An den Weltmeisterschaften 1981 in Ortisei gelang Mattli in den letzten Minuten der Begegnung gegen Japan ein klassischer Hattrick. Die Teilnahme am olympischen Eishockeyturnier 1980 in Lake Placid blieb der schweizerischen Mannschaft – und damit auch Jöri Mattli – aufgrund eines Formfehlers des Schweizerischen Eishockeyverbandes (SEHV) verwehrt. In jenen Wochen äusserte sich Mattli in der Presse positiv über die Kandidatur Chur Graubünden zur Durchführung der Olympischen Winterspiele 1988 in Arosa, Chur, Laax und Lenzerheide.
Nach dem freiwilligen Abstieg des EHC Arosa 1986 in die 1. Liga spielte Mattli noch ein Jahr lang für seinen Stammverein, bevor er 1987 seine aktive Spielerkarriere beendete. Danach betätigte sich der gelernte Schreiner als selbständiger Landwirt in der Sunnenrüti bei Langwies. Der Vater dreier Kinder verstarb knapp 37-jährig während der Bewirtschaftung einer seiner Bergwiesen an einem Herzinfarkt.
Jöri Mattli war ein Onkel von Snowboard-Olympiasieger Gian Simmen.